# Melaloncha costaricana
Melaloncha costaricana är en tvåvingeart som beskrevs av Borgmeier 1934. Melaloncha costaricana ingår i släktet Melaloncha och familjen puckelflugor.
Artens utbredningsområde är Costa Rica. Inga underarter finns listade i Catalogue of Life.